# Дзюба, Сергей Викторович
Сергей Викторович Дзюба (укр. Сергій Вікторович Дзюба; 20 сентября 1964 года, Пирятин, Полтавская область) — украинский писатель, журналист и издатель.

## Биография
Родился 20 сентября 1964 года в городе Пирятин Полтавской области в семье рабочих. В 1982—1989 годах обучался на факультете журналистики Киевского государственного университета, в 1984—1986 годах проходил срочную службу в Вооружённых силах СССР.
Работает журналистом в Чернигове:
- Заместитель главного редактора газеты «Черниговские ведомости» (1993—1999);
- Собственный корреспондент газеты «Молодь Украины» (1993—1999) и Радио «Свобода» (1997—1999);
- Редактор информационного агентства «Медиа-простір» (2001—2002);
- Заведующий редакцией телерадиокомпании «Новый Чернигов» (с 2005 года)[1].

В 1996 году стал членом Национального союза писателей Украины.
В 2001—2005 годах являлся директором издательства «Черниговские обереги». С 2000 года является президентом общественной организации «Черниговский интеллектуальный центр».

## Семья
Жена — писательница Татьяна Дзюба.

## Творческая деятельность
Является автором сборников поэзии, повестей-сказок для детей, социально-психологических новелл, остросюжетных детективов, фантастики и пародий. Также писал литературно-критические статьи и песни, составлял антологии и сборники украинской поэзии и прозы и занимался переводом с белорусского языка.
Поэзия в основном лирическая, затрагивающая философские и интимные темы.

## Награды
- Премия имени Михаила Коцюбинского (1998)[1]
- Премия имени Василия Стуса (1999)[1]
- Премия имени Дмитра Нитченко[укр.] (2000)[1]
- Премия имени Ивана Кошеливца (2004)[1]
- Премия имени Григория Сковороды[укр.] (2005)[1]